# ピエール・ルイージ・ネルヴィ
ピエール・ルイージ・ネルヴィ（Pier Luigi Nervi、1891年6月21日 - 1979年1月9日）はイタリアの構造家、建築家。ボローニャ大学で学び、1913年に卒業、1946年から1961年の間、ローマ大学で工学の教授として教鞭をとった。美しい構造を設計する構造エンジニアとして知られ、日本の建築家、丹下健三にも影響を与えた。特に鉄筋コンクリートやプレキャストコンクリートの利用で知られる。代表作にパラロットマティカ（1960年ローマオリンピックのための屋内競技場）がある。

## 経歴
ソンドリオに生まれ、ボローニャ大学で土木工学を学び、1913年に卒業した。卒業後はコンクリート建設協会に入会した。1915年から1918年まで、第一次世界大戦の間の数年間をイタリア陸軍のエンジニアリング部隊の一員として過ごした。彼が受けた教育は、現在のイタリアの土木学科の学生が受けるものとほぼ同じである。1946年からはローマ大学建築学科教授を務めた。1957年ヴィルヘルム・エクスナー・メダル受賞。

## 土木作品
1923年に土木エンジニアとしての活動を開始し、幾つかの飛行機用格納庫を請け負った。1940年代を通じて、鉄筋コンクリートの可能性を追求することで、西ヨーロッパの多くの建物の再建に尽力した。この時期には、イタリア政府に対して鉄筋コンクリート製のボートを売り込んだ事もある。
ネルヴィは、構造設計、特に薄いシェル構造物の設計においては、数学と同様に直観も必要であると説いた。ローマ建築やルネッサンス建築の美を参照しつつも、しばしば自然界にも見られるリブやヴォールトなどの構造的要素も採用した。これは建築の構造強度を増すだけでなく柱を減らす事にも貢献した。彼は、設計にシンプルな幾何学と洗練されたプレファブリケーションを用いる事で工学を芸術にまで高めたといえる。

## エンジニアと建築家
ネルヴィは土木工学教育を受け、イタリア語で言う「建築技術者」として活動していたが、当時から建築技術者は建築家として認識される事は稀であった。1932年以降、彼の美しい設計はより重要なプロジェクトへと採用されて行ったが、これは、当時のヨーロッパに鉄筋コンクリートや鉄骨を用いた建築物のブームが起こっており、建築的な側面よりもむしろ工学上の可能性が注目されていたためである。ネルヴィは鉄筋コンクリートを当時の主要な構造材料とすることに成功した。

## イタリア国外の仕事
殆どの作品は母国イタリアにあるが、イタリア国外でもいくつか作品を残している。アメリカでの最初の仕事はニューヨークのジョージ・ワシントン・ブリッジのバスターミナルであり、ここでは、三角形にプレキャストされたユニットによって屋根が構成されている。この建物は現在でも使われており、毎日約700台のバスが発着している。

## 作品
- スタディオ・アルテミオ・フランキ（フィレンツェ、1931年）
- トリノ展示場（トリノ、1949年）
- ユネスコ本部（パリ、1950年、マルセル・ブロイヤーとベルナール・ゼルフュスとの共同）
- ピレリ・ビル（ミラノ、1950年、ジオ・ポンティと共同）
- パラロットマティカ（ローマ、1958年、ローマオリンピック室内競技場）
- スタディオ・オリンピコ・ディ・ローマ（ローマ、1960年、ローマオリンピック主会場）
- コルソ・フランチァ高架道路（ローマ、1960年）
- トリノ労働会館（トリノ、1961年）
- ブルゴ製紙工場（マントゥア、1961年）
- プラス・ヴィクトリア（モントリオール、1961年）
- 聖マリア被昇天大聖堂（サンフランシスコ、1967年）
- パウロ6世記念ホール（バチカン、 1971年）

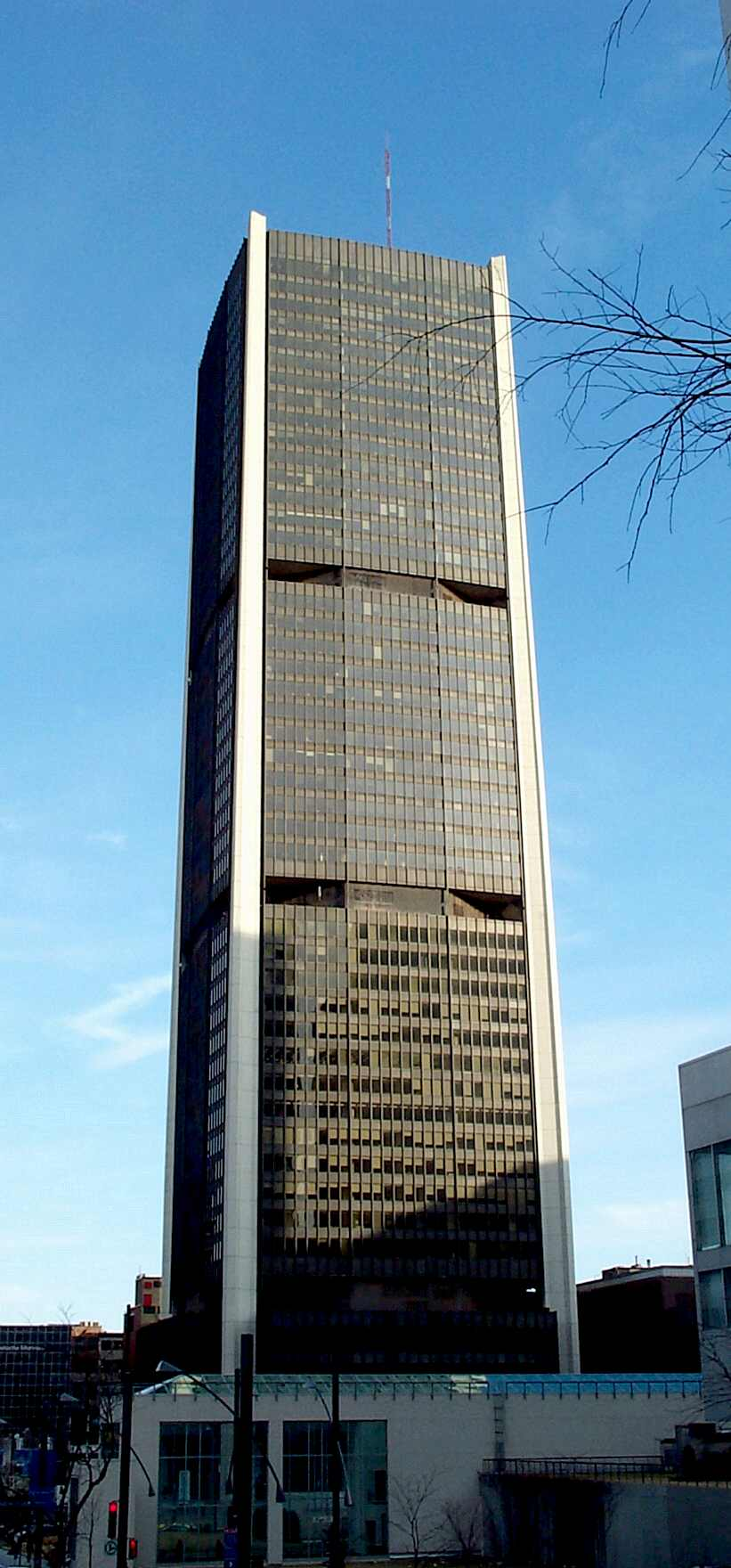
プラス・ヴィクトリア
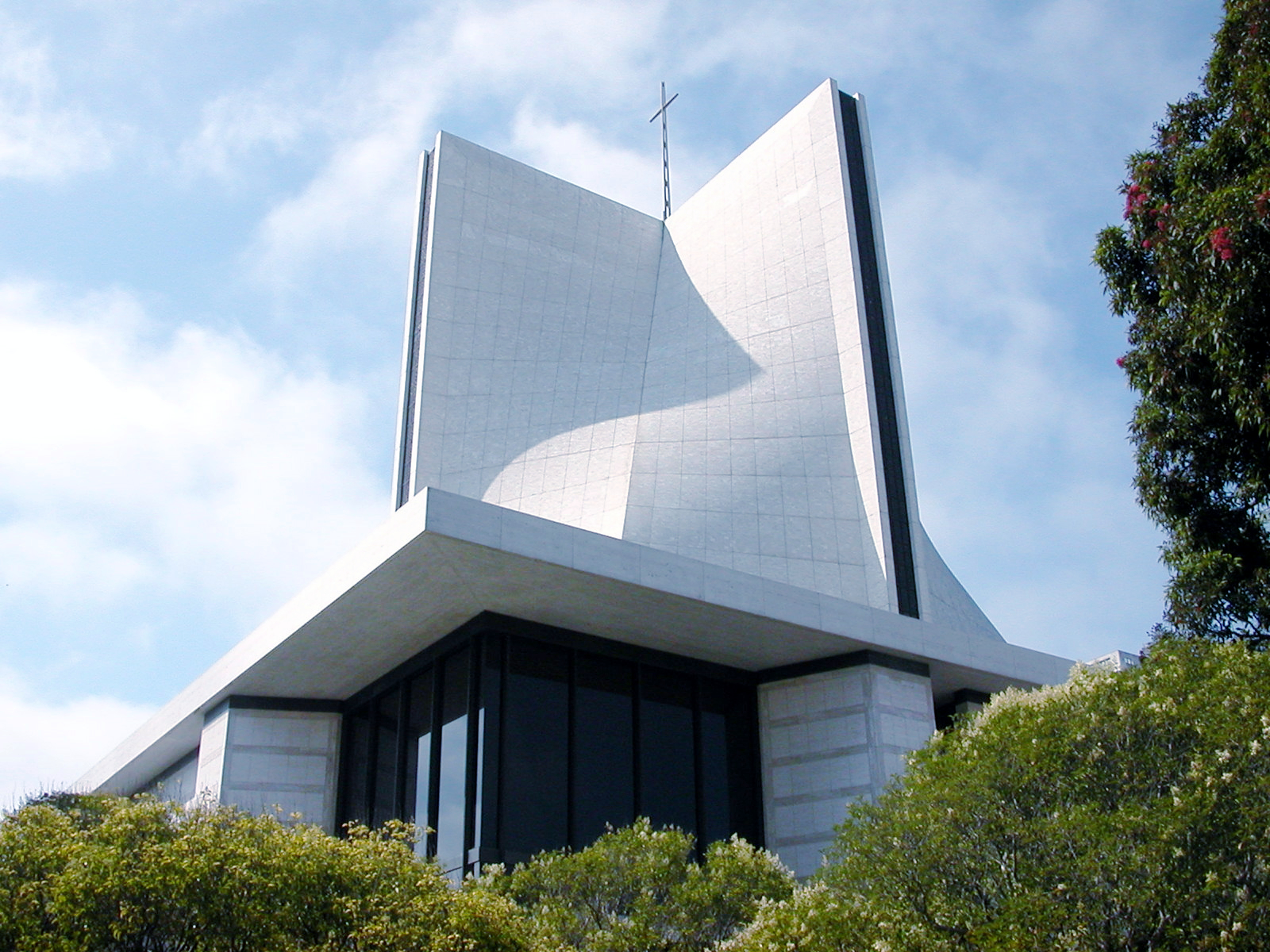
聖マリア被昇天大聖堂